# Mânăstirea (Delești), Vaslui
Mânăstirea este un sat în comuna Delești din județul Vaslui, Moldova, România.

## Obiective turistice
- Biserica de lemn din Mânăstirea (Delești)

 Acest articol despre o localitate din județul Vaslui este deocamdată un ciot. Puteți ajuta Wikipedia prin completarea lui.